# 南極笠螺
南極笠螺（學名：Nacella deaurata）是一種生活於南半球的花笠螺科花笠螺屬腹足綱軟體動物。

## 分佈
本物種見於南美洲智利麥哲倫省沿岸及南大西洋的阿森松岛。